# Walk the Sky 2.0
| Recensione               | Giudizio |
| ------------------------ | -------- |
| Distorted Sound Magazine | 7/10     |
| Kerrang!                 |          |
| Louder                   |          |

Walk the Sky 2.0 è il primo EP del gruppo musicale statunitense Alter Bridge, pubblicato il 6 novembre 2020 dalla Napalm Records.

## Descrizione
Il disco contiene sei brani tratti dal sesto album Walk the Sky eseguiti dal vivo in alcune città degli Stati Uniti d'America e l'inedito Last Rites, composto durante il lockdown imposto dalla pandemia di COVID-19 e per il quale è stato realizzato un video musicale, diffuso il 2 novembre 2020.

## Tracce
Testi e musiche di Alter Bridge.
1. Last Rites – 4:07
2. Wouldn't You Rather (Live) – 4:03
3. Pay No Mind (Live) – 4:29
4. Native Son (Live) – 4:27
5. Godspeed (Live) – 4:28
6. In the Deep (Live) – 4:03
7. Dying Light (Live) – 5:58

## Formazione
Gruppo
- Myles Kennedy – voce, chitarra
- Mark Tremonti – chitarra, voce
- Brian Marshall – basso
- Scott Phillips – batteria

Produzione
- Michael "Elvis" Baskette – produzione, missaggio
- Jef Moll – ingegneria del suono, montaggio digitale
- Josh Saldate – assistenza tecnica
- Brad Blackwood – mastering

## Classifiche
| Classifica (2020)          | Posizione massima |
| -------------------------- | ----------------- |
| Germania                   | 77                |
| Regno Unito (rock & metal) | 4                 |
| Svizzera                   | 36                |